# Sussex Spaniel
Sussex Spaniel – jedna z ras psów, należąca do grupy psów aportujących, płochaczy i psów wodnych. Zaklasyfikowana do sekcji płochaczy. Podlega próbom pracy.

## Rys historyczny
Rasa Sussex Spanieli została utworzona w XIX wieku, powstając ze skrzyżowania różnych ras spanieli, m.in. Clumber Spaniela.
Oficjalnie wzorzec rasy został uznany w roku 1885.

## Wygląd ogólny
U Sussex Spaniela czaszka posiada rozwinięty guz potyliczny oraz wyraźnie zaznaczony jest stop. Trufla jest dobrze rozwinięta, barwy wątrobianej.
Szczęki są silne, o nożycowym zgryzie. Oczy, barwy orzechowej są dość duże. Uszy długie przylegają do głowy. Mocna szyja jest ozdobiona kryzą. Przednie kończyny są stosunkowo krótkie, w ruchu Sussex Spaniel posiada charakterystyczny, "kołyszący" się chód. Klatka piersiowa jest głęboka, a grzbiet i lędźwie silnie umięśnione. Ogon, który może być kopiowany, jest nisko osadzony, nie powinien być przez psa noszony powyżej grzbietu.

### Szata i umaszczenie
Włos u Sussex Spaniela jest gęsty i płasko przylega, o obfitym podszerstku, barwy złocistobrązowej.

## Zachowanie i charakter
Sussex Spaniel jest psem aktywnym, lubiącym pracę w terenie. Ten pies myśliwski posiada cechę "głoszenia zwierzyny". Jest psem łagodnym, zwykle nie wykazuje agresji, co jest także cechą niepożądaną według wzorca tej rasy.